# 資訊科技及廣播局
資訊科技及廣播局（英語：Information Technology and Broadcast Bureau，縮寫：ITBB），香港特別行政區政府前決策局之一，於2002年6月解散。

## 歷史
成立於1998年4月，統一負責原來分散於不同決策局的資訊科技工作，及原屬文康廣播局的廣播、電影政策及通訊等工作。
2002年7月1日決策局重組，與工商局合併成工商及科技局。

## 主要政策範疇
- 廣播及電影服務
- 資訊科技
- 電訊

## 轄下部門
- 香港電台
- 資訊科技署
- 創新科技署
- 影視及娛樂事務管理處

## 歷任首長
- 資訊科技及廣播局局長
  - 鄺其志（1998年5月4日至2000年3月5日）[2][3]
  - 尤曾家麗（2000年7月1日至2002年6月30日）

## 曾經參與大型項目
- 數碼港